# Ciąg poligonowy zamknięty

Ciąg poligonowy zamknięty wisząca bańka
1. Punkt znany
2. Punkt wyznaczany
3. Mierzony kąt lewy
4. Mierzona długość

Ciąg poligonowy zamknięty dwustronnie nawiązany
1. Punkt znany
2. Punkt wyznaczany
3. Mierzony kąt lewy
4. Mierzona długość

Ciąg poligonowy zamknięty – rodzaj ciągu poligonowego. Konstrukcja geometryczna, wykorzystywana do określania współrzędnych geodezyjnych punktów ciągu, w której pomierzono wszystkie boki oraz wszystkie kąty. Dwa wierzchołki ciągu są punktami osnowy geodezyjnej wyższego rzędu (posiada wyznaczone wcześniej współrzędne). W ciągu zamkniętym pierwszy i ostatni punkt pokrywa się, co sprawia, że ciąg ten ma kształt wielokąta.
Ciąg poligonowy zamknięty spełnia dwa następujące warunki geometryczne:
- suma kątów wierzchołkowych (wewnętrznych) wynosi (n-2)x180 stopni, gdzie n oznacza liczbę wierzchołków ciągu
- suma przyrostów współrzędnych równa się zeru, ponieważ pierwszy i ostatni punkt ciągu pokrywają się, czyli po pełnym obiegu ciągu znajdujemy się w punkcie wyjściowym.

Ciągów poligonowych zamkniętych należy unikać i zawsze starać się nawiązywać ciąg dwustronnie.
Ciąg zamknięty ma tę przewagę nad ciągiem jednostronnie nawiązanym, że zapewnia, podobnie jak ciąg dwustronnie nawiązany, sprawdzian wewnętrznej zgodności (zerowanie się sumy przyrostów współrzędnych, suma kątów równa wartości teoretycznej, zależnej od ich ilości), i tym samym umożliwia wyrównanie błędów pomiaru oraz wykrycie błędów grubych (pomyłek) w pomiarze. Konstrukcja ta często używana jest w celach dydaktycznych. Długość ciągu poligonowego osnowy pomiarowej nie powinna przekraczać 3000 metrów.